# Psilacron eugraphica
Psilacron eugraphica är en fjärilsart som beskrevs av Dyar 1919. Psilacron eugraphica ingår i släktet Psilacron och familjen tandspinnare. Inga underarter finns listade.